# هبرو (نرغسان)
هبرو (بالفارسية: هبرو) هي قرية تقع في إيران في قسم نرغسان الریفي.